# Серпилин, Леонид Семёнович
Леони́д Семёнович Серпи́лин (4 апреля 1912, Киев — 27 февраля 1973, Киев) — советский, украинский писатель, архитектор, журналист.

## Биография
Леонид Семёнович родился в семье рабочего. B 1937 oкончил архитектурный факультет Киевского строительного института, учился у Иосифа Юльевича Каракиса.
C 1933 стал печататься. Участник Великой Отечественной войны, во время войны был спецкором по Ворошиловградской области, затем ответственным секретарем главной республиканской газеты «Радянська Україна». Далее получил должность редакторa газеты «Літературна Україна», впоследствии стал заместителем главного редактора газеты «Культура i життя». Член ВКП(б) с 1943 года. В 1940-х — начале 1950-х трудился учёным секретарем Института истории и теории архитектуры Академии архитектуры УССР (позднее — НИИ теории и истории архитектуры и градостроительства, расформирован в 2007). Был членом редакционной редколлегии журнала «Радуга».
Коллега Виктора Платоновича Некрасова. Киевский журналист Евгений Ямпольский вспоминал: «Среди соседей был хороший русский писатель, бывший архитектор Леонид Серпилин. Рассказывали: в годы войны он заставлял своего однокашника по институту Виктора Некрасова писать (поскольку ощущал в нём большие способности), атаковал его письмами, чтобы тот не бросал ни на день журнально-письменной работы. Вскоре роман Некрасова „В окопах Сталинграда“ стал классикой».
В эссе «Чужой» из цикла «Маленькие портреты» Виктор Некрасов записал о Серпилине: «На следующий день в списках принятых я обнаружил свою фамилию. Локштанова и Серпилина тоже. Что читал Лёнька — не помню (в противоположность мне, он знал всё — от Ахматовой до Демьяна Бедного), читал хорошо, но этюдом комиссию несколько озадачил: он провёл его молча, сидя на стуле и не сделав ни одного движения. Дело в том, что ему предложили изобразить Ван-дер-Люббе, поджигателя рейхстага, а тот, как известно, на Лейпцигском процессе не очень-то был болтлив. Так или иначе, хорошо или плохо, но в студию нас приняли. Всех троих». В рассказе Некрасова «Виктория» следующий отзыв: «Встретил же я двумя или тремя неделями позже в Сталинграде Леню Серпилина, своего однокурсника. Однажды он был даже допущен на нашу „Серапионовку“. Мы знали, что он пишет стихи и, милостиво соизволив, разрешили прочесть их нам. Как ни странно, стихи нам понравились, но хвалу нашу приправили таким количеством перца, что растерянный Леня чуть не плакал. После войны он стал писателем, одно время редактировал украинскую „Литературную газету“».

## Семья
- Сын — Клавдий Леонидович Серпилин — инженер, доцент кафедры информационно-измерительной техники, кандидат технических наук преподает в НТУУ «Киевский политехнический институт» на факультете авиационных и космических систем;
- Внук — Юрий Клавдиевич Серпилин (р. 1971)[источник не указан 1058 дней].

## Публикации

### Повести
- «После войны» («Після війни», К., 1946);
- «Рассвет» («Світанок», К., 1947)[1];
- «Клятва над костром» («Клятва над багаттям», К., 1952);
- «Золотая осень» («Золота осінь», К., 1959)[1];
- «Пора весенних ветров» («Пора весняних вітрів», К., 1961, рус. пер. З. Крахмальниковой. — М., 1962)[1];
- «Рождение человека» («Народження людини», К., 1963);
- «В свете дня» («У світлі дня», К., 1964)[1];
- «Дорога довжиною в три десятиліття» («Дорога длиной в три десятилетия», К., 1970: этюды о Гуцульщине).
- «Пять дней в сентябре: Повесть и рассказы» («П’ять днів у вересні: Повість та оповідання», К., 1973: этюды о творчестве М. Врубеля, С. Ковнира, киевском мастере каменных дел Парамоне);
- Хто ти, юначе? (Кто ты, юноша?)[3];

### Романы
- «Зодчие» («Будівничі», кн. 1—2, 1955—57)[1].

### Рассказы
- «Путь дружбы» («Шлях дружби», збірник, К., 1949);
- «Серьожина радість» («Сережина радость», К., 1958);
- Повісті: Світанок. Золота осінь. Пора весняних вітрів (Повести: Рассвет. Золотая осень. Пора весенних ветров; вступ. ст. П. Моргаенко. К., 1962);
- «Огонек на опушке» («Вогник на узліссі», повісті, К., 1967);
- «Березовый гомон» («Березовий гомін», оповідання, К.,1969; рус. пер. — М., 1972).

### Очерки
- Народная артистка [О Зое Гайдай] // Сов. Украина. — 1941. — 18.03.
- Наша молодь [Об Олеге Кошевом и «Молодой Гвардии»] // Рад. Україна. — 1943. — 9.7.
- Як були розграбовані київські музеї // Література і мистецтво. — 1943. — 18.11.
- Відроджується театральне життя [Києва] // Київ. правда. — 1943. — 24.11.
- Валентина Николаевна Чистякова // Правда України. — 1944. — 25.4.
- Роман о советских воинах [«Прапороносці» Олеся Гончара] // Правда Украины. — 1948. — 3.04.
- П. І. Чайковський. — Київ: Мистецтво, 1949.
- Ю. В. Шумський. — Київ: Мистецтво, 1950. — 67 с.: ил., портр. — (Майстри мистецтва радянської України).
- Утро в Депо: Очерк [О работе Киевского депо им. Андреева] // Сов. Украина. — 1951. — № 9. — С. 64-77.
- Киев // Сов. Украина. — 1955. — № 10. — С. 117—139.
- От традиций отказываться рано // Строительство и архитектура. — 1964. — № 11. — С.23-24.
- Все важливо [Про роман «Переджнив’я» Юрія Збанацького] // Літ. газета. — 1961. — 2.6.
- Сердечный и мужественный талант: К пятидесятилетию Виктора Некрасова // Сов. Украина. — 1961. — № 6.
- От традиций отказываться рано // Строительство и архитектура. — 1964. — № 11. — С. 23-24.
- Пётр Чайковский / Пер. с укр. В. Н. Дмитренко. — 2-е изд., испр., доп. — Киев: Искусство, 1985.